# Cromodinámica cuántica

Ejemplo de estructura de color de un neutrón. Puede observarse la composición de quarks y la carga de color que adopta.

La cromodinámica cuántica (QCD) es una teoría cuántica de campos que describe una de las fuerzas fundamentales, la interacción fuerte. Fue propuesta a comienzos de los años 70 por David Politzer, Frank Wilczek y David Gross como teoría para comprender  la estructura de bariones (colectivos de tres quarks, como protones y neutrones) y mesones (pares quark-antiquark, como los piones). Por su trabajo en cromodinámica cuántica, a Gross, Wilczek y Politzer les fue concedido el Premio Nobel de Física en 2004.
La llamada «cromodinámica» viene de la palabra griega chromos (color). Este nombre es oportuno ya que a la carga de los quarks, partículas básicas dentro de esta teoría, se le designa como carga de color; aunque no está relacionada con la percepción visual del color. La cromodinámica cuántica es una parte muy importante del modelo estándar de la física de partículas.

## Descripción
La cromodinámica cuántica es una teoría de gauge que describe la interacción entre quarks y gluones. Los quarks son los fermiones de esta teoría y desempeñan un papel análogo a los electrones y neutrinos del modelo electrodébil, los gluones son los bosones de gauge de la teoría, y desempeñan un papel análogo a los fotones en la QED. Los gluones son representables mediante un campo de Yang-Mills cuya simetría interna es el grupo SU(3).
Según esta teoría, el carácter de la interacción fuerte está determinado por una simetría especial entre las cargas de color de los quarks. Se conoce a esta simetría como el grupo de gauge SU(3)  y los quarks se transforman bajo este grupo como tripletes SU(3) de campos fermiónicos de Dirac. Aunque las expansiones perturbativas eran importantes para el desarrollo de la QCD, esta también predice muchos efectos no perturbativos tales como confinamiento, condensados fermiónicos e instantones.
Un enfoque particular a la QCD, a saber el modelo de red de QCD en el retículo, ha permitido a los investigadores obtener algunos resultados y cantidades teóricas que eran previamente incalculables.

## Historia
Con la invención de la cámara de burbujas y la cámara de chispas en la década de 1950, la física de partículas experimental descubrió un gran número cada vez mayor de partículas llamadas hadrones. Parecía que una cantidad tan grande de partículas no podían ser todas fundamentales. Primero, las partículas fueron clasificadas por carga e isospin por Eugene Wigner y Werner Heisenberg; después, en 1953-1956, según la extrañeza por Murray Gell-Mann y Kazuhiko Nishijima (véase fórmula de Gell-Mann-Nishijima). Para obtener una mayor comprensión, los hadrones se clasificaron en grupos que tenían propiedades y masas similares utilizando la vía óctuple, inventada en 1961 por Gell-Mann.  y Yuval Ne'eman. Gell-Mann y George Zweig, corrigiendo un enfoque anterior de Shoichi Sakata, propusieron en 1963 que la estructura de los grupos podría explicarse por la existencia de tres sabores de partículas más pequeñas dentro de los hadrones: los quark. Gell-Mann también discutió brevemente un modelo de teoría de campos en el que los quarks interactúan con los gluones.
Quizás la primera observación de que los quarks deberían poseer un número cuántico adicional se hizo como una breve nota al pie en la preimpresión de Boris Struminsky en relación con el hiperón Ω− estando compuesto por tres quarks extraños con espines paralelos (esta situación era peculiar, porque dado que los quarks son fermiones, tal combinación está prohibida por el principio de exclusión de Pauli):

Tres quarks idénticos no pueden formar un estado S antisimétrico. Para realizar un estado S orbital antisimétrico, es necesario que el quark tenga un número cuántico adicional.
Magnetic moments of barions in the quark model de B. V. Struminsky; JINR-Preprint P-1939, Dubna, Submitted on January 7, 1965

Boris Struminsky era un estudiante de doctorado de Nikolay Bogolyubov. El problema considerado en esta preimpresión fue sugerido por Nikolay Bogolyubov, quien asesoró a Boris Struminsky en esta investigación. A principios de 1965, Nikolay Bogolyubov, Boris Struminsky y Albert Tavkhelidze escribieron una preimpresión con una discusión más detallada del grado adicional de libertad cuántica de quarks. Este trabajo también fue presentado por Albert Tavkhelidze sin obtener el consentimiento de sus colaboradores para hacerlo en una conferencia internacional en Trieste (Italia), en mayo de 1965.
Una situación misteriosa similar fue con el barión Δ++; en el modelo de quark, se compone de tres up quark con espines paralelos. En 1964–65, Greenberg y Han–Nambu resolvieron el problema de forma independiente proponiendo que los quarks poseen un grado de libertad adicional de calibre SU(3), más tarde llamado carga de color. Han y Nambu notaron que los quarks podrían interactuar a través de un octeto de vectores bosones de calibre: los gluones.
Dado que las búsquedas gratuitas de quarks fallaron consistentemente en encontrar pruebas de las nuevas partículas, y debido a que una partícula elemental en ese entonces se "definió" como una partícula que podía separarse y aislarse, Gell-Mann solía decir que los quarks eran simplemente construcciones matemáticas convenientes, no partículas reales. El significado de esta declaración generalmente era claro en el contexto: quería decir que los quarks están confinados, pero también estaba insinuando que las interacciones fuertes probablemente no podrían describirse completamente mediante la teoría cuántica de campos.
Richard Feynman argumentó que los experimentos de alta energía mostraron que los quarks son partículas reales: los llamó "partones" (ya que eran partes de hadrones). Por partículas, Feynman se refería a objetos que viajan a lo largo de caminos, partículas elementales en una teoría de campos.
La diferencia entre los enfoques de Feynman y Gell-Mann reflejó una profunda división en la comunidad de física teórica. Feynman pensó que los quarks tienen una distribución de posición o momento, como cualquier otra partícula, y creía (correctamente) que la difusión del momento parton explicaba la dispersión difractiva. Aunque Gell-Mann creía que ciertas cargas de quarks podían localizarse, estaba abierto a la posibilidad de que los propios quarks no pudieran localizarse porque el espacio y el tiempo se descomponían. Este fue el enfoque más radical de la teoría de la matriz S.
James Bjorken propuso que los partones puntuales implicarían ciertas relaciones en la dispersión inelástica profunda de electrones y protones, que se verificaron en experimentos en SLAC en 1969. Esto llevó a los físicos a abandonar el enfoque de la matriz S para las interacciones fuertes.
En 1973, los físicos Harald Fritzsch y Heinrich Leutwyler desarrollaron el concepto de color como la fuente de un "campo fuerte" en la teoría de QCD, junto con el físico Murray Gell-Mann. En particular, emplearon la teoría general del campo desarrollada en 1954 por Chen Ning Yang y Robert Mills (véase Teoría de Yang-Mills), en la que las partículas portadoras de una fuerza pueden irradiar más partículas portadoras. (Esto es diferente de QED, donde los fotones que transportan la fuerza electromagnética no irradian más fotones).
El descubrimiento de la libertad asintótica en las interacciones fuertes por David Gross, David Politzer y Frank Wilczek permitió a los físicos hacer predicciones precisas de los resultados de muchos experimentos de alta energía utilizando la técnica de la teoría cuántica de campo de la teoría de la perturbación. Se descubrió pruebas de gluones en eventos de tres chorros en PETRA en 1979. Estos experimentos se volvieron cada vez más precisos, culminando en la verificación de QCD perturbativo al nivel de un pequeño porcentaje en LEP, en el CERN.
El otro lado de la libertad asintótica es el confinamiento. Dado que la fuerza entre las cargas de color no disminuye con la distancia, se cree que los quarks y los gluones nunca pueden liberarse de los hadrones. Este aspecto de la teoría se verifica dentro de cálculos QCD de celosía, pero no se prueba matemáticamente. Uno de los Problemas del Premio del Milenio anunciado por el Instituto de Matemáticas Clay requiere que un reclamante produzca tal prueba. Otros aspectos de la QCD no perturbativa son la exploración de las fases de la materia de quarks, incluido el plasma de quarks-gluones.
La relación entre el límite de partículas de corta distancia y el límite de larga distancia de confinamiento es uno de los temas explorados recientemente utilizando la teoría de cuerdas, la forma moderna de la teoría de la matriz S.

## Características

### Libertad asintótica
Una de las propiedades básicas de la teoría es la libertad asintótica: a cortas distancias, las partículas cargadas son prácticamente libres. Sin embargo, cuando las distancia entre ellas aumenta, la interacción que las mantiene juntas también aumenta. Esto contrasta fuertemente con el carácter de otras interacciones como la electromagnética y la gravitatoria, que disminuyen con la distancia. La libertad asintótica se estimó a partir de los cálculos perturbativos y la ecuación para el grupo de renormalización, que mostraban la función beta de la cromodinámica cuántica es negativa:

(*){\displaystyle \beta (g)={\frac {\partial g}{\partial \ln(\mu )}}\to -\left(11-{\frac {n_{s}}{6}}-{\frac {2n_{f}}{3}}\right){\frac {g^{3}}{16\pi ^{2}}}}

donde {\displaystyle n_{s}} es el número de bosones coloreados, y {\displaystyle n_{f}} el número de sabores (flavours) (se asume {\displaystyle n_{f}\leq 16}).
Este comportamiento anómalo de la cromodinámica cuántica se debe a que los mediadores de la interacción (los gluones), son capaces de interactuar entre ellos. Esto contrasta con la interacción electromagnética cuyos mediadores, los fotones, no interactúan entre ellos.
Una de las implicaciones cosmológicas interesantes de la libertad asintótica es que en los primeros instantes del universo, debido a la altísima temperatura, los quarks tenían tanta energía que se encontraban en una situación de libertad asintótica, al decrecer la constante de acoplamiento con la energía. Esa sopa de quarks y gluones se habría parecido a un gas "casi ideal" a temperatura y presión altísima. Sólo al enfriarse un poco el universo se habría producido la bariogénesis y a partir de ese momento los quarks habrían dejado de ser libres y habrían quedado confinados en el interior de hadrones.

### Conservación de la carga de color
El lagrangiano de la cromodinámica cuántica posee una simetría SU(3)c en la parte dependiente de los campos leptónicos. Eso implica por el teorema de Noether que existen magnitudes conservadas asociada a esa simetría. La magnitud conservada es lo que llamamos "color". Las tres variedades de color se designan normalmente como R (red), B  (blue) y G  (green) (aunque estos nombres no tienen nada que ver con el color visual, que es un fenómeno electromagnético asociado a diferentes longitudes de onda).

### Confinamiento de la carga de color
El confinamiento de la carga de color se produce por el hecho de que los gluones a su vez pueden interaccionar entre ellos según su carga de color. Esto contrasta con la situación de los fotones del campo electromagnético que como están desprovistos de carga no interaccionan entre ellos. Esa diferencia crucial hace que la interacción electromagnética tenga un alcance potencialmente infinito frente al muy corto alcance de la interacción fuerte.

### Lagrangiano
El lagrangiano de la teoría es invariante lorentz e invariante bajo transformaciones de fase locales del grupo SU(3) (por la carga de color) y tiene la siguiente forma:

{\displaystyle {\mathcal {L}}_{\mathrm {QCD} }={\bar {q}}i\gamma ^{\mu }\partial _{\mu }q-{\bar {q}}mq-g{\bar {q}}\gamma ^{\mu }T_{a}qG_{\mu }^{a}-{\frac {1}{4}}G_{\mu \nu }^{a}G_{a}^{\mu \nu }}

### Ecuación del campo gluónico
El campo gluónico está formado por ocho tipos de gluones (ya que el SU(3) tiene dimensión 8). Cada uno de estos ocho tipos de gluones viene dada por un tensor de campo gluónico similar formalmente al tensor de campo electromagnético. En total el campo gluónico tiene 128 componentes escalares (8 tipos de gluón, con 16 componentes cada campo gluónico. Para cada campo gluónico las nueve componentes asociadas se definen mediante:

(1){\displaystyle G_{\mu \nu }^{a}=\partial _{\mu }A_{\nu }^{a}-\partial _{\nu }A_{\mu }^{a}+g\sum _{b,c=1}^{8}f^{abc}A_{\mu }^{b}A_{\nu }^{c},\quad \mu ,\nu \in \{0,1,2,3\}}

Al igual que sucede con el campo electromagnético y otros campos gauge estas componentes son expresables en términos de un número mucho más limitado de potenciales cuadrivectoriales, se requieren ocho potenciales:
{\displaystyle A_{\mu }^{a}\,} componentes de los ocho potenciales vectores.
{\displaystyle a,b,c}, índices que van de 1 a 8 para indicar el tipo de gluón.
{\displaystyle \mu ,\nu }, índices espacio-temporales que van de 0 a 3, 0 para la coordenada temporal, 1, 2, 3 para las tres componentes espaciales.
{\displaystyle \partial _{\mu }=\partial (\cdot )/\partial x^{\mu }} derivada parcial respecto a la coordenada μ-ésima.
{\displaystyle f^{abc}\,} constantes de estructura del álgebra de Lie de SU(3).
{\displaystyle g\,} constante de acoplamiento para el campo de color.
Las componentes del campo satisfacen la siguiente ecuación de campo:

(2){\displaystyle \partial _{\mu }\mathbf {G} ^{\mu \nu }+[\mathbf {A} _{\mu },\mathbf {G} ^{\mu \nu }]=-\mathbf {J} ^{\nu }}

Donde:
{\displaystyle \mathbf {G} _{\mu \nu }=-ig\sum _{a}G_{\mu \nu }^{a}\mathbf {T} ^{a}} es el campo gluónico combinado para todos los tipos de gluones.
{\displaystyle \mathbf {A} _{\mu }=-ig\sum _{a}A_{\mu }^{a}\mathbf {T} ^{a}} es la suma de potenciales vectoriales para todos los tipos de gluón.
{\displaystyle \mathbf {J} ^{\nu }=-ig\sum _{a}J^{a,\nu }\mathbf {T} ^{a}} es la densidad de carga de color para los diferentes tipos de cargas.
{\displaystyle \mathbf {T} ^{a}}, es una base vectorial normalizada de elementos del álgebra de Lie su(3), por ejemplo las matrices de Gell-Mann.
{\displaystyle [\cdot ,\cdot ]}, es el paréntesis del álgebra de Lie anterior.
Obsérvese que sin el segundo término del primer miembro esta ecuación (2) formalmente sería idéntica con las ecuaciones de Maxwell, excepto por el hecho de que la definición del campo gluónico es algo diferente. Los términos que depende explícitamente de los potenciales vectoriales son los responsables de la interacción de los gluones entre sí (los fotones del campo electromagnético en cambio no interactúan entre sí) y lo que en definitiva hace de las fuerzas nucleares fuertes fuerzas de corto alcance que difieren notablemente de las fuerzas electrodébiles y electromagnéticas.

## Enfoques dentro de la QCD

### Teoría perturbativa
Los primeros intentos de obtener predicciones concretas a partir de la cromodinámica cuántica se basaron en la teoría de perturbaciones usada previamente en la electrodinámica cuántica. Estos enfoques consistían en descomponer ciertos cálculos en series de términos, representables mediante diagramas de Feynman. El cálculo en electrodinámica cuántica es tanto más exacto cuantos más términos se consideran en el desarrollo. Sin embargo, la cromodinámica cuántica al ser una teoría de gauge para un campo de Yang-Mills cuyo grupo de simetría interna no es conmutativa no resulta tan satisfactoria como teoría práctica como la electrodinámica cuántica. Por esa razón se han buscado algunos enfoques alternativos que permitan realizar cálculos prácticos y predicciones concretas.

### Cromodinámica cuántica reticular
Es una formulación de la Cromodinámica Cuántica en un espacio-tiempo discretizado. Fue propuesta por Keneth Wilson en 1974 como una alternativa que permite usar el computador para simular la teoría en los casos donde la teoría de perturbaciones falla.
En este enfoque se examinan millones de configuraciones posibles y simulaciones de Monte-Carlo, para calcular valores esperados de magnitudes. En particular el enfoque se ha usado para calcular con bastante precisión las masas de mesones y hadrones. Es muy intensiva en computación, y sólo en las últimas dos décadas se ha logrado cierta precisión gracias a los avances en métodos de cómputo.

### Desarrollos recientes
El trabajo de Juan M. Maldacena sobre Correspondencia AdS/CFT se basó en un modelo basado en la cromodinámica cuántica, por el cual parece que ciertos modelos de gravedad cuántica basados en la teoría de cuerdas podrían ser equivalentes a ciertos subsistemas de la cromodinámica cuántica. Ese trabajo fue el primer ejemplo concreto que sugirió fuertemente la validez del principio holográfico.